# Milton (Waszyngton)
Milton – miasto w Stanach Zjednoczonych, w stanie Waszyngton, w hrabstwie Pierce.